# Judith Karl
Judith Karl (* vor 1960) ist eine ehemalige US-amerikanische UN-Beamtin. Sie war von 2014 bis 2021 Leiterin des Kapitalentwicklungsfonds der Vereinten Nationen (UNCDF).

## Ausbildung
Judith Karl studierte von 1978 bis 1982 an der Columbia University in New York, wo sie mit einem B.A. abschloss. Nach Tätigkeiten als Unternehmensberaterin im Private-Banking- und Immobiliensektor absolvierte sie von 1989 bis 1991 ein M.A.-Studium an der New York University.

## Karriere
Judith Karl ging 1992 zum Entwicklungsprogramm der Vereinten Nationen (UNDP), wo sie zunächst Projekte in Mali und Kambodscha für lokale Entwicklungsfinanzierung, Dezentralisierung, Entwicklung kleiner und mittlerer Unternehmen und Minenräumung betreute. 2001 wurde sie stellvertretende Direktorin im Verbindungsbüro des UNDP in Washington. Von 2002 bis 2008 war Karl bei der UNDP leitend für Strategie und Politik im Bereich Krisenprävention und -bewältigung zuständig, danach wurde sie Leiterin des operativen Bereichs der UNDP-Gruppe.
Seit August 2014 leitete Judith Karl als Executive Secretary den Kapitalentwicklungsfonds der Vereinten Nationen (UNCDF). Schwerpunkte ihrer Arbeit waren die Entwicklung und Einführung strategischer Konzepte für eine integrative Finanzierung der Armen in den am schlechtesten entwickelten Staaten der Erde durch katalytische Kapitalinvestitionen, technische Hilfe und den Übergang zu digitaler Finanzierung. Die Kooperation mit öffentlichen und privaten Akteuren sollte der Armutsbekämpfung und der Förderung von Wirtschaftswachstum dienen. Im Februar 2021 gab sie das Amt an die Schweizerin Preeti Sinha weiter und ging nach 30-jähriger Tätigkeit für die Vereinten Nationen in den Ruhestand.

## Quellnachweise
1. ↑  https://www.uncdf.org/executive-secretary abgerufen am 24. Juni 2019
2. ↑  https://www.linkedin.com/in/judith-karl-b21b0238 abgerufen am 24. Juni 2019
3. ↑  https://www.uncdf.org/executive-secretary abgerufen am 24. Juni 2019
4. ↑  https://www.linkedin.com/in/judith-karl-b21b0238 abgerufen am 24. Juni 2019
5. ↑  https://www.uncdf.org/executive-secretary abgerufen am 24. Juni 2019
6. ↑  https://www.uncdf.org/article/6505/announcement-of-preeti-sinha-as-executive-secretary abgerufen am 5. Juli 2023

| Personendaten    | Personendaten               |
| ---------------- | --------------------------- |
| NAME             | Karl, Judith                |
| KURZBESCHREIBUNG | US-amerikanische UN-Beamtin |
| GEBURTSDATUM     | 20. Jahrhundert             |